# Irina Karpova
Irina Vladimirovna Karpova (née Naumenko ; le 13 février 1980 à Öskemen) est une athlète kazakhe spécialiste de l'heptathlon.

## Biographie
Irina Karpova est l'épouse du décathlonien kazakh Dmitriy Karpov.

### Palmarès
| Date | Compétition                  | Lieu     | Résultat | Épreuve    | Points    |
| ---- | ---------------------------- | -------- | -------- | ---------- | --------- |
| 2000 | Jeux olympiques              | Sydney   | 21e      | Heptathlon | 5 634 pts |
| 2000 | Championnats d'Asie          | Djakarta | 3e       | Heptathlon | 5 937 pts |
| 2003 | Championnats d'Asie          | Manille  | 1re      | Heptathlon | 5 845 pts |
| 2004 | Jeux olympiques              | Athènes  | 22e      | Heptathlon | 6 000 pts |
| 2005 | Championnats du monde        | Helsinki | 14e      | Heptathlon | 5 991 pts |
| 2007 | Championnats d'Asie          | Amman    | 1re      | Heptathlon | 5 617 pts |
| 2008 | Championnats d'Asie en salle | Doha     | 1re      | Pentathlon | 4 235 pts |
| 2011 | Championnats d'Asie          | Kōbe     | 8e       | Heptathlon | 5 033 pts |
| 2012 | Championnats d'Asie en salle | Hangzhou | 1re      | Pentathlon | 4 050 pts |
| 2012 | Jeux olympiques              | Londres  | 30e      | Heptathlon | 5 319 pts |
| 2014 | Championnats d'Asie en salle | Hangzhou | 3e       | Pentathlon | 3 951 pts |

### Records
| Épreuve          | Performance | Lieu    | Date              | Commentaires  |
| ---------------- | ----------- | ------- | ----------------- | ------------- |
| Saut en longueur | 6,35 m      | Bichkek | 3 juin 2000       |               |
| Heptathlon       | 6 140 pts   | Almaty  | 22 juin 2003      |               |
| Décathlon        | 7 798 pts   | Talence | 26 septembre 2004 | Record d'Asie |